# نيلسون غونسالفيس دا كوستا
نيلسون غونسالفيس دا كوستا (بالألمانية: Nelson Gonçalves da Costa)‏ (و. 1982  م) هو لاعب كرة قدم ألماني، ولد في أوختروب، مركز لعبه هو لاعب وسط.

## روابط خارجية
- نيلسون غونسالفيس دا كوستا على موقع قاعدة بيانات كرة القدم.إي يو (الإنجليزية)
- نيلسون غونسالفيس دا كوستا على موقع عالم كرة القدم.نت (الإنجليزية)